# Casa a la plaça Nova, 17 (Sant Hipòlit de Voltregà)
La Casa a la plaça Nova, 17 és una obra de Sant Hipòlit de Voltregà inventariada.

## Descripció
Casa de planta quadrada, d'una planta, dos pisos i golfes. Es tracta d'un habitatge unifamiliar, emplaçat entre les altres cases del segle xix de la Plaça Nova. Té una porta d'accés al centre de la façana, flanquejada per dues columnes i una arcada de mig punt. Totes les obertures segueixen el mateix eix central. Al primer i segon pis s'obre una porta que dona a un balcó i a les golfes hi ha una galeria formada per dues arcades d'arc de mig punt. L'arrebossat del primer i segon pis simula carreus de pedra amb decoració en relleu.

## Història
Aquesta casa constitueix un clar exemple de l'arquitectura de finals del segle xix. Com està protegida per les normes municipals d'urbanisme ha arribat fins als nostres dies sense cap alteració a la façana. El seu estat de conservació és força bo, exceptuant la part més baixa de la façana, que es troba lleugerament deteriorada. Forma part del conjunt remodelat al segle xix, però que pertanyia a l'antiga sagrera de l'església de Sant Hipòlit.